# Наскальные рисунки Чонгони
Наскальные рисунки Чонгони (англ. Chongoni Rock Art Area) — представляют собой 127 участков гранитных образований с древними наскальными изображениями, располагающиеся на покрытых лесами холмах в центральной части Малави.
Данные изображения были сделаны как проживавшими здесь с позднего каменного века пигмеями (ба-тва), занимавшимися охотой и собирательством, так и земледельцами народа чева, чьим местом жительства эти холмы были с позднего железного века и до начала XX века. Рисунки, сделанные чева, связаны с ритуалами и церемониями, касающимися женского начала, и по сей день имеют для некоторых местных жителей сакральное значение. В 2006 году эти изображения были включены в список Всемирного наследия ЮНЕСКО.